# La vendetta della signora
La vendetta della signora è un film del 1964 diretto da Bernhard Wicki.

## Trama
L'ultramiliardaria ereditiera Karla Zachanassian torna dopo vent'anni nel natìo Stato indipendente di Guellen, nel Vecchio Continente, che versa in una condizione di profonda crisi finanziaria, con le fabbriche e le miniere chiuse. Al ricevimento dato in suo onore, nell'omonima capitale, col Presidente e l'intero paese presente, dichiara di essere pronta ad aiutare la popolazione donando una somma di due miliardi, da destinare per metà in investimenti pubblici e da distribuire per l'altra metà ad ogni famiglia.
In cambio, però, la donna pone una singolare e crudele condizione: la condanna a morte di Sergio Miller, l'uomo che la sedusse e l'abbandonò in stato interessante all'età di 17 anni. Rifiutata, offesa e bistrattata dalla stessa popolazione che oggi la acclama e che all'epoca la incolpò ingiustamente di meretricio, Karla si vide costretta a fuggire all'estero, finendo realmente per prostituirsi e vedersi tolta la figlia in fasce, che morì prima di raggiungere l'anno di vita; fu infatti in un bordello che conobbe il petroliere che sposandola le cambiò la vita.
A un primo netto rifiuto da parte delle istituzioni, Karla riesce a corrompere la popolazione mediante regalie di ogni genere, spingendo i concittadini ad accettare la condanna di Miller, e facendo ripristinare per l'occasione la pena capitale soppressa da lungo tempo. Allestito il tribunale sulla pubblica piazza, i consiglieri statali, un tempo intimi amici di Sergio, votano all'unanimità per la sua colpevolezza e quindi per la sua condanna a morte. Alla richiesta di Karla che almeno una persona si faccia avanti e consideri il fatto un'ingiustizia, nessuno si propone, nemmeno la moglie di Sergio. 
A questo punto la vendetta di Karla è compiuta: all'epoca cacciata come un'appestata in un momento di estrema difficoltà, riesce ora a mettere in luce tutta la meschinità del popolo, vendutosi per denaro e pronto a spargere il sangue di un amico. L'ultima richiesta di Karla è che Sergio venga lasciato in vita, in modo da continuare l'esistenza in mezzo agli amici e alla famiglia, dopo che tutti erano stati disposti a commettere un assassinio in cambio di soldi.

## Produzione
Il soggetto è tratto dal dramma La visita della vecchia signora (1956), scritto dallo svizzero Friedrich Dürrenmatt. In Italia era stato portato a teatro con Sarah Ferrati nel ruolo della protagonista. Le riprese si svolsero interamente in Italia: gli interni a Cinecittà, mentre gli esterni a Capranica e Sutri.

## Distribuzione
Il film venne presentato in anteprima il 6 maggio 1964 in concorso al Festival di Cannes e fu candidato ai premi Oscar 1965 nella categoria migliori costumi per i film in bianco e nero.

## Critica
«Insolita Bergman... Quinn visibilmente a disagio... la regia va a tentoni» *½